# 迪希特山
46°38′55″N 8°21′38″E / 46.64861°N 8.36056°E

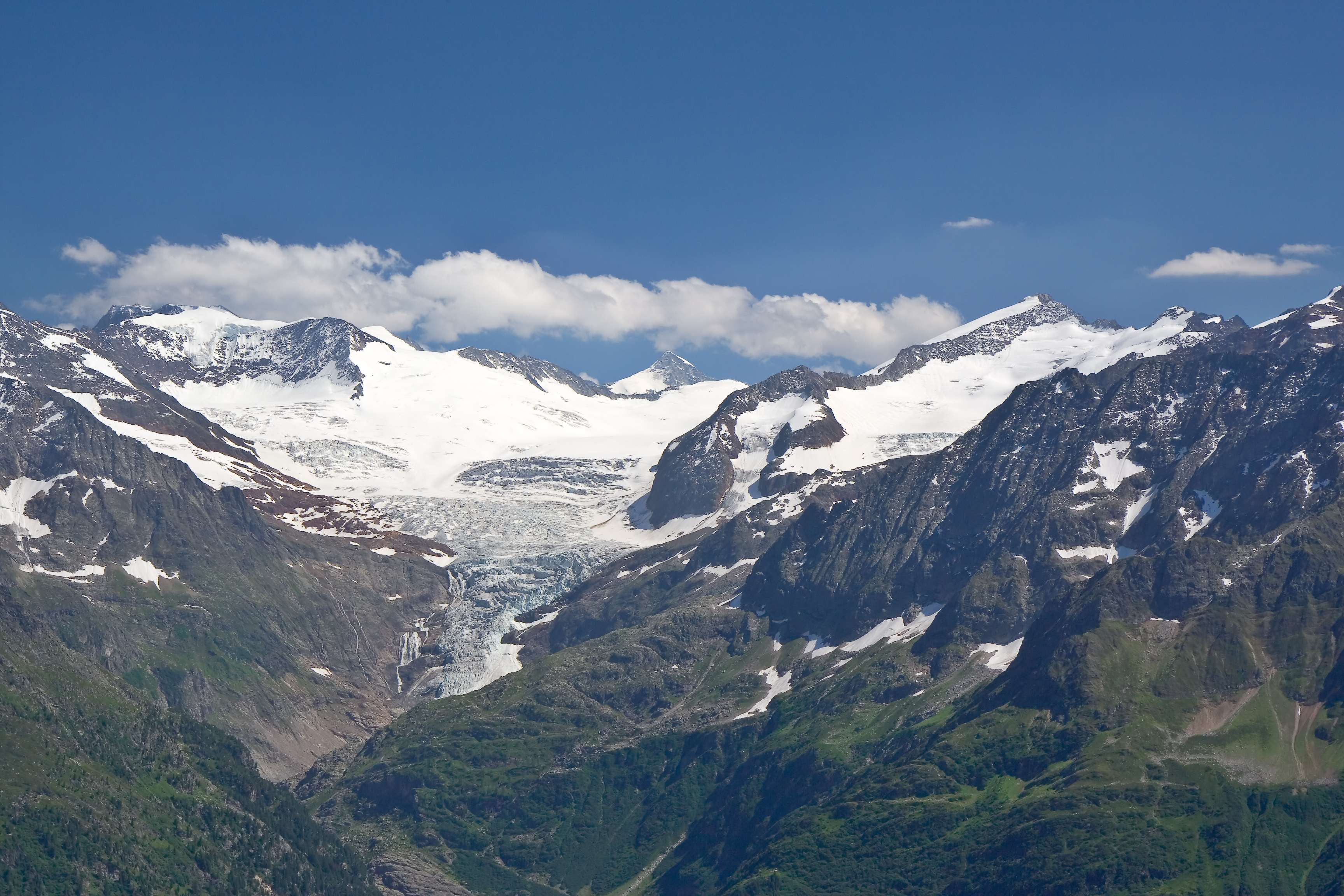

迪希特山（Diechterhorn），是瑞士的山峰，位於該國南部，由伯恩州負責管轄，屬於烏里山的一部分，該山峰海拔高度3,389米，每年平均降雨量2,465毫米。